# Senaat (Lesotho)
De Senaat van Lesotho (Engels: Senate of Lesotho; Sotho: Senate ea Lesotho) is het hogerhuis van het parlement van Lesotho en bestaat uit 33 leden. Van hen worden er 11 door de koning benoemd en de overige 22 zijn tribal chiefs (erfelijke opperhoofden van de stammen) en vervullen de rol van vertegenwoordigers van de verschillende stammen.
De Senaat werd opgericht in 1965; haar voorganger was een raad bestaande uit chiefs en burgers die parmanount chief adviseerde. Tussen 1970 en 1985 en tussen 1986 en 1993 waren er geen bijeenkomsten van Senaat en waren haar activiteiten opgerschort.
De Senaat van Lesotho heeft minder invloed dan het lagerhuis, de Nationale Vergadering (National Assembly). Mevr. Mamonaheng Mokitimi is sinds 2017 voorzitter van de Senaat en volgde hiermee prins Seeiso Bereng Seeiso op.